# Sátorhely
Sátorhely község Baranya vármegyében, a Mohácsi járásban.

## Fekvése
A vármegye délkeleti részén, a Mohácsi teraszos sík közepén helyezkedik el. Területe sík, a Duna második terasza.
A szomszédos települések: kelet felől Kölked, dél felől Udvar, délnyugat felől Majs, nyugat felől pedig Nagynyárád. Észak felől a legközelebbi település Mohács városa, de közigazgatási területeik (kevés híján) nem érintkeznek.

### Megközelítése
Legfontosabb megközelítési útvonala az 56-os főút, azon érhető el az ország északabbi részei felől, Mohácson át, illetve a déli országhatár felől is. A főút a község keleti határszélén húzódik, központján kelet-nyugati irányban a főúttól Villányig vezető 5702-es út húzódik végig.

## Története
A település elődje valószínűleg Sátorhelytől délre, a Borza-patak mentén állhatott valahol. Először 1333-1334. évi pápai annata jegyzékben tesznek róla említést. Az akkoriban Földvár nevet viselő falu a török idő kezdetéig élte csendes életét. A végzetes mohácsi csata 1526. augusztus 29-én e területen zajlott le.  A település török háborúk idején sok kárt szenvedett.
1686, Buda visszafoglalása után a török megszállás elmúltával betelepítésekkel pótolták a hiányzó földművelő lakosságot.
Savoyai Jenő herceg az ország felszabadításában szerzett érdemeiért kapta 1699. január 30-án kelt adománylevéllel, az akkor még baranyavárinak nevezett bellyei uradalmat, amelyhez Sátorhely is tartozott. A herceg örökös nélkül halt meg, így a birtok ismét a koronára szállt vissza, és az kezeltette.
1704-ben, a rác- illetve kurucdúlások következtében újra elnéptelenedett a falu. 1737-ben Földvár praedium Majshoz kötötten, 1780-ban Nyárád kapcsán fordult elő. Az írott forrásokkal egybevágóan Földvár neve a 18. századi térképeken is megjelent ugyanazon a helyen, ahol Sátorhely napjainkban is áll.
1784-ben Mária Krisztina főhercegnő, Albrecht főherceg felesége vette meg a kincstártól az uradalmat.
1785-ben Sátorhely, Borza, Lajmér, Vizslak, és Nyárád határrészei voltak a bellyei uradalom kezelésében. Csak később lettek ezek fiókmajorságok, de Sátorhely központi jelleget kapott közöttük. Még ma is megtalálható a Várudvar az épületekkel – tiszti lakások, cselédlakások, magtár – melyeket Mária Krisztina főhercegnő kívánságára 1786-ban építettek.
Az uradalmat 1822-ben Károly Lajos főherceg kapta.
Fényes Elek ezt írja róla 1828-ban: „Földvár, vagy Sátoristye, mely Nagynyárádhoz 1/2 órányira van, 128 katolikus, 30 óhitű, 12 reformátos lakosú. Az uraságnak itt jól működő gazdasága van. A szántóföldek négy részre osztottak, és minden rész fasorokkal van bekerítve. A rétek a Borza patakjából öntöztetnek lombardiai módra. A nagy finomságra vitt merinó-juhnyáj 8000 darabot felülhalad (F.U. Károly főherceg). Nevezetes ezen puszta még arról, hogy a mohácsi ütközet előtt, a török tábornak nagy része itt tanyázott, és a Sátoristye nevét is a sok sátortól vette.”
1847-ben Albrecht főherceg veszi át az 1826-ban hitbizománnyá alakított bellyei uradalmat.
1895-ben, a főherceg halála után Frigyes főherceg örökölte. 1926-ban kis kápolna helyett rendes templomot építtetett. 1948-tól már Nagynyárádtól különálló plébániaként tartják nyilván 1901-ben ő építteti az iskolát, ahol 1902-ben megkezdődik a tanítás.
Frigyes főherceg után Albrecht főherceg lett a bellyei uradalom birtokosa.
A birtokot a második világháború után felosztották, de mivel önállóan nem boldogultak, 1949-ben Állami Gazdaság lett. Ekkor erőteljes fejlődésnek indult a település.
1953-ban lebontották a barakkokat, üzemi konyha, munkásszálló, és szolgálati lakások épültek.
1961-ben a Bólyi Állami Gazdasággal egyesült. 1964-ben Takarmánykeverő üzem, 1970-ben komlószárító létesült.
1976-ban 7,5 hektáron megépült az Emlékpark, melyet augusztus 29-én nyitottak meg.
Az iskolából 1959-ben a felső tagozatot Mohácsra körzetesítték. 1974-ben Nagynyárádra kerültek. 1977-ben megszűnt az alsó tagozat is.
1984-ben Sátorhelyt községgé nyilvánították, 1986-ban visszakerül az alsó tagozat.
A rendszerváltás után, teljes önállósodása révén, új lendületet kapott a falu fejlődése. Visszakerült az iskola, teljes közművesítés kezdődött.

## Idegen elnevezései

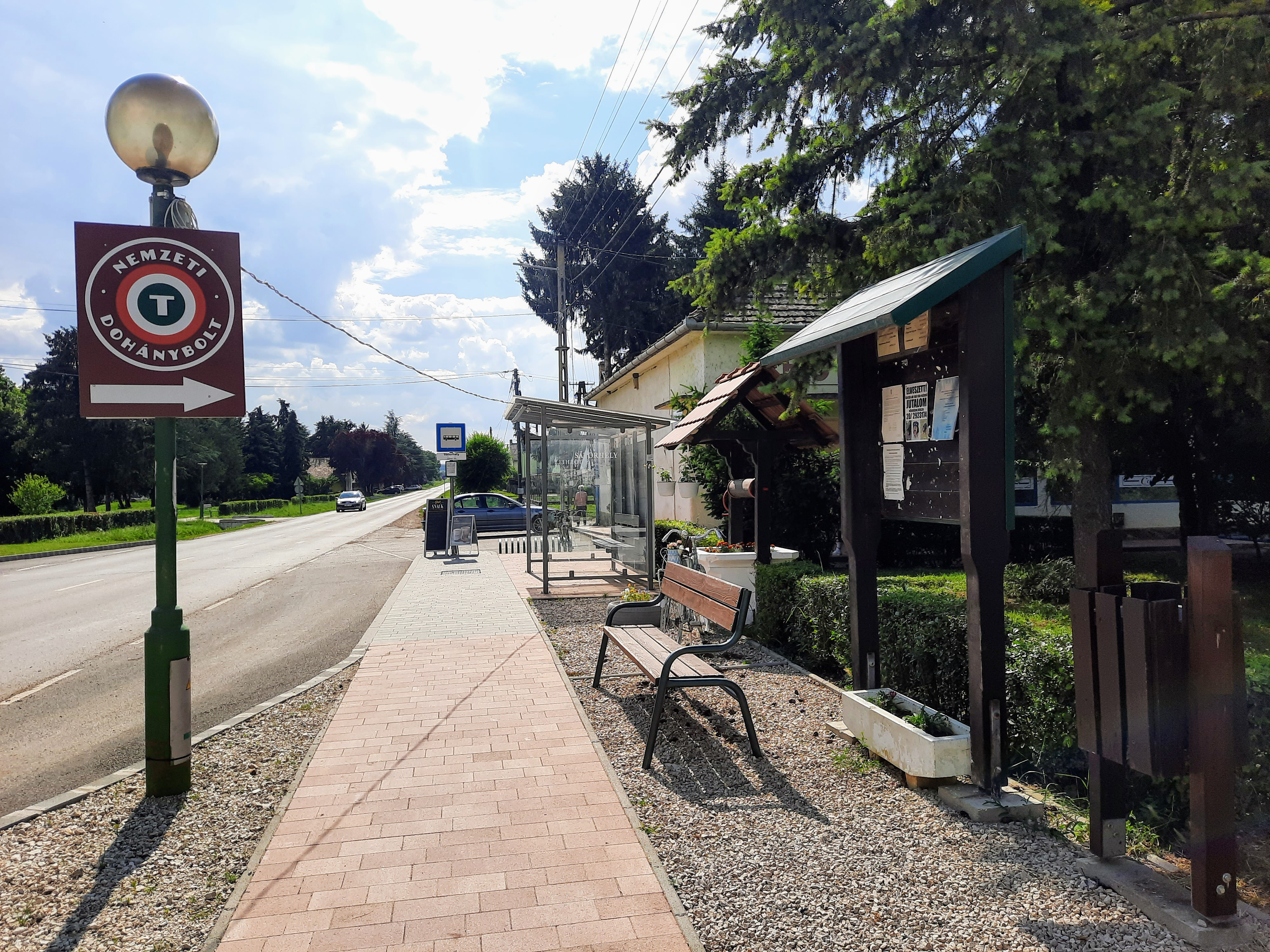
A falu főutcája

A település hivatalos horvát neve a mohácsiak által használt Šatorišće, de a töttösiek Šatorište-nak nevezték a falut.

## Közélete

### Polgármesterei
- 1990–1994: Jónás Ferenc (MDF)[13]
- 1994–1998: Jónás Ferenc (független)[14]
- 1998–2002: Jónás Ferenc (MDF-Fidesz)[15]
- 2002–2006: Jónás Ferenc (független)[16]
- 2006–2008: Jónás Ferenc (független)[17]
- 2008–2010: Lőrincz Árpád (független)[18]
- 2010–2014: Lőrincz Árpád (független)[19]
- 2014–2019: Lőrincz Árpád (független)[20]
- 2019–2024: Lőrincz Árpád (független)[21]
- 2024– : Frank István (független)[3]

A településen 2008. december 14-én időközi polgármester-választást tartottak, az előző polgármester lemondása miatt.

## Népesség
A település népességének változása:
| Lakosok száma | 651  | 620  | 607  | 588  | 568  | 588  | 575  | 589  |
|               | 2013 | 2014 | 2015 | 2019 | 2021 | 2022 | 2023 | 2024 |

A 2011-es népszámlálás során a lakosok 87,7%-a magyarnak, 0,8% horvátnak, 4,1% németnek mondta magát (12,3% nem nyilatkozott; a kettős identitások miatt a végösszeg nagyobb lehet 100%-nál). A vallási megoszlás a következő volt: római katolikus 57,8%, református 4,5%, evangélikus 0,8%, felekezeten kívüli 7,2% (29,4% nem nyilatkozott).
2022-ben a lakosság 92,7%-a vallotta magát magyarnak, 3,7% németnek, 1,7% cigánynak, 0,7% horvátnak, 0,2% románnak, 0,2% lengyelnek, 1,5% egyéb, nem hazai nemzetiségűnek (7,3% nem nyilatkozott; a kettős identitások miatt a végösszeg nagyobb lehet 100%-nál). Vallásuk szerint 45,9% volt római katolikus, 3,4% református, 0,3% evangélikus, 0,5% egyéb keresztény, 1,7% egyéb katolikus, 8% felekezeten kívüli (39,8% nem válaszolt).

## Nevezetességek
- Mohácsi Nemzeti Emlékhely[25]

## Testvértelepülések
- Csíklázárfalva, Románia (1993-tól)